# Gunde László
Gunde László, Gunde László Antal (Újvidék, 1894. június 23. – London, 1972) magyar földbirtokos, vetőmagtermelő, vetőmag- és terménykereskedő, mezőgazdasági szakértő, országgyűlési képviselő.

## Élete
Gunde Henrik tanár és Gász Mária római katolikus szülők gyermekeként született. Középiskolái elvégzése után a budapesti tudományegyetemen szerzett államtudományi doktorátust. Az első világháború kitörésekor bevonult katonának, és összesen harminckilenc hónapot töltött szerb, olasz és orosz hadszíntereken, több tábori, illetve hegyi tüzérezred kötelékében; egyszer meg is sebesült. Katonai érdemeiért elnyerte a Signum Laudis bronz fokozatát a hadi ékítményekkel és kardokkal, a III. osztályú Katonai Érdemkeresztet és a kisezüst Vitézségi Érmet.
Fiatalon több külföldi tanulmányúton vett részt: szinte minden nyugat-európai országban megfordult, hogy megismerkedjék az ottani vetőmagtermelő és -forgalmazó vállalatok működésével; szerzett gyakorlati tapasztalatokat svéd és dán növénynemesítő vállalatoknál és németországi növénytermesztési intézeteknél is. Egy időben hallgatója volt a versailles-i kertészeti főiskolának is.
Szakmai pályafutását a Magyar Mezőgazdák Szövetségénél kezdte meg, majd a Sator Vetőmagüzem Rt-hez került. 1926-ban önállósította magát, attól fogva mint vetőmagtermelő és -kereskedő működött, illetve háromszáz holdas családi birtokán gazdálkodott. Sok szakcikke jelent meg mezőgazdasági és kertészeti folyóiratokban, illetve szerepet vállalt szakmai érdekképviseleti szerveződések életre hívásában is. Az Országos Magyar Terménykereskedők Egyesülete az elnökévé is megválasztotta.
A politikai életbe komolyabban 1939-ben kapcsolódott be, amikor az alsódabasi választókerületben őt jelölte az országgyűlési választáson a Magyar Élet Pártja. A kerületben egy nyilaspárti és egy független kisgazdapárti jelöltet legyőzve szerzett mandátumot; tagja volt ugyanebben az időben Pest vármegye törvényhatósági bizottságának, illetve Alsódabas képviselő-testületének is.